# Stefan Haben
Stefan Haben (* 2. April 1987 in Bendorf) ist ein ehemaliger  deutscher Fußballspieler.

## Karriere
Haben spielte in seiner Jugend für den 1. FSV Mainz 05, den SV Niederwerth und die TuS Koblenz. Ab 2005 spielte er für die Seniorenmannschaft. Im Sommer 2006 wechselte er in die USA zu den Birmingham Southern Panthers. Nach zwei Jahren ging er zurück nach Deutschland zum Regionalligisten SSV Reutlingen 05, bei dem er Stammspieler war. 2009 wechselte er zu der zweiten Mannschaft von Eintracht Frankfurt. Nach einem Jahr ging er zurück zu seinem alten Verein, dem Drittligisten TuS Koblenz. Er war in der Saison 2010/11 Stammspieler, verließ die Koblenzer nach dem Abstieg 2011 wieder und ging zu Fortuna Köln. Nach einem halben Jahr in Köln kehrte er zurück nach Koblenz. Nach Abschluss seines Studiums trat Haben im Sommer 2014 einen Beruf an, sodass er nicht mehr mehrfach wöchentlich trainieren konnte. Damit erhielt er zur Saison 2014/2015 keinen neuen Vertrag mehr in Koblenz und er wechselte zum FC Karbach. Im Herbst 2015 musste Haben aus beruflichen Gründen seine aktive Laufbahn beenden.